# Ormosia ruficauda
Ormosia ruficauda är en tvåvingeart som först beskrevs av Zetterstedt 1838.  Ormosia ruficauda ingår i släktet Ormosia och familjen småharkrankar. Arten är reproducerande i Sverige. Inga underarter finns listade i Catalogue of Life.